# 国务院全体会议 (第十三届)
中华人民共和国第十三届国务院的全体会议。

## 国务院组成人员

### 常务会议组成人员
- 总理：李克强
  - 副总理：韩　正、孙春兰（女）、胡春华、刘　鹤
  - 国务委员：魏凤和、王　勇、王　毅、肖　捷、赵克志
  - 秘书长：肖　捷（兼）

### 各组成部门负责人
1. 外交部　　　　　　　　　　　部长：王　毅（国务委员兼任） → 秦　刚
2. 国防部　　　　　　　　　　　部长：魏凤和（国务委员兼任）
3. 国家发展和改革委员会　　　　主任：何立峰（全国政协副主席）
4. 教育部　　　　　　　　　　　部长：陈宝生 → 怀进鹏
5. 科学技术部　　　　　　　　　部长：王志刚
6. 工业和信息化部　　　　　　　部长：苗　圩 → 肖亚庆 → 金壮龙
7. 国家民族事务委员会　　　　　主任：巴特尔（蒙古族，全国政协副主席） → 陈小江 → 潘　岳
8. 公安部　　　　　　　　　　　部长：赵克志（国务委员兼任） → 王小洪
9. 国家安全部　　　　　　　　　部长：陈文清
10. 民政部　　　　　　　　　　　部长：黄树贤 → 李纪恒 → 唐登杰
11. 司法部　　　　　　　　　　　部长：傅政华 → 唐一军 → 贺　荣
12. 财政部　　　　　　　　　　　部长：刘　昆
13. 人力资源和社会保障部　　　　部长：张纪南 → 周祖翼 → 王晓萍
14. 自然资源部　　　　　　　　　部长：陆　昊 → 王广华
15. 生态环境部　　　　　　　　　部长：李干杰 → 黄润秋（九三学社）
16. 住房和城乡建设部　　　　　　部长：王蒙徽 → 倪　虹
17. 交通运输部　　　　　　　　　部长：李小鹏
18. 水利部　　　　　　　　　　　部长：鄂竟平 → 李国英
19. 农业农村部　　　　　　　　　部长：韩长赋 → 唐仁健
20. 商务部　　　　　　　　　　　部长：钟　山 → 王文涛
21. 文化和旅游部　　　　　　　　部长：雒树刚 → 胡和平
22. 国家卫生健康委员会　　　　　主任：马晓伟
23. 退役军人事务部　　　　　　　部长：孙绍骋 → 裴金佳
24. 应急管理部　　　　　　　　　部长：王玉普 → 黄　明 → 王祥喜
25. 中国人民银行　　　　　　　　行长：易　纲
26. 审计署　　　　　　　　　　审计长：胡泽君 → 侯　凯

## 历次全体会议

### 第一次全体会议
（2018年5月25日）

### 第二次全体会议
（2019年1月14日）
- 讨论拟提请第十三届全国人大第二次会议审议的政府工作报告。
- 决定将《政府工作报告（征求意见稿）》发往各省（区、市）和中央国家机关有关部门、单位征求意见。
- 研究部署一季度经济工作。

### 第三次全体会议
（2019年9月4日）
- 决定任命贺一诚为澳门特别行政区第五任行政长官，于2019年12月20日就职。总理签署任命贺一诚为澳门特别行政区第五任行政长官的国务院第719号令。
- 审议澳门特别行政区政府关于选举贺一诚为澳门特别行政区第五任行政长官人选的报告。
- 听取国务院港澳事务办公室主任张晓明关于澳门特别行政区第五任行政长官人选产生过程的汇报。

### 第四次全体会议
（2020年1月13日）
- 讨论拟提请第十三届全国人大第三次会议审议的政府工作报告。
- 决定将《政府工作报告（征求意见稿）》发往各省（区、市）和中央国家机关有关部门、单位征求意见。
- 研究部署一季度工作。

### 第五次全体会议
（2021年1月20日）
- 讨论拟提请第十三届全国人大第四次会议审议的政府工作报告、“十四五”规划和二〇三五年远景目标纲要（草案）。
- 决定将《政府工作报告（征求意见稿）》和《纲要草案（征求意见稿）》发往各省（区、市）和中央国家机关有关部门、单位征求意见。

### 第六次全体会议
（2022年1月19日）
- 讨论拟提请第十三届全国人大第五次会议审议的政府工作报告
- 决定将《政府工作报告（征求意见稿）》发往各省（区、市）和中央国家机关有关部门、单位征求意见。
- 研究部署一季度经济工作。

### 第七次全体会议
（2022年5月20日）
- 决定任命李家超为香港特别行政区第六任行政长官，于2022年7月1日就职。总理签署任命李家超为香港特别行政区第六任行政长官的国务院第754号令。
- 审议香港特别行政区政府关于选举李家超为香港特别行政区第六任行政长官人选的报告。
- 听取国务院港澳事务办公室主任夏宝龙关于香港特别行政区第六任行政长官人选产生过程的汇报。

### 第八次全体会议
（2023年2月3日）
- 讨论拟提请十四届全国人大一次会议审议的政府工作报告；
- 决定将《政府工作报告（征求意见稿）》发往各省（区、市）和中央国家机关有关部门、单位征求意见。